# LZ 130 Graf Zeppelin
El LZ 130 Graf Zeppelin (Deutsche Luftschiff Zeppelin #130; Código de registro: D-LZ 130) fue el último de los dirigibles alemanes construidos por la firma Luftschiffbau Zeppelin durante el Período de entreguerras, la segunda y última aeronave de la clase Hindenburg, nombrada en honor a Paul von Hindenburg. Fue la segunda nave en llevar el nombre Graf Zeppelin (la primera fue el LZ 127), y por eso frecuentemente es conocido como Graf Zeppelin II.

## Diseño y desarrollo

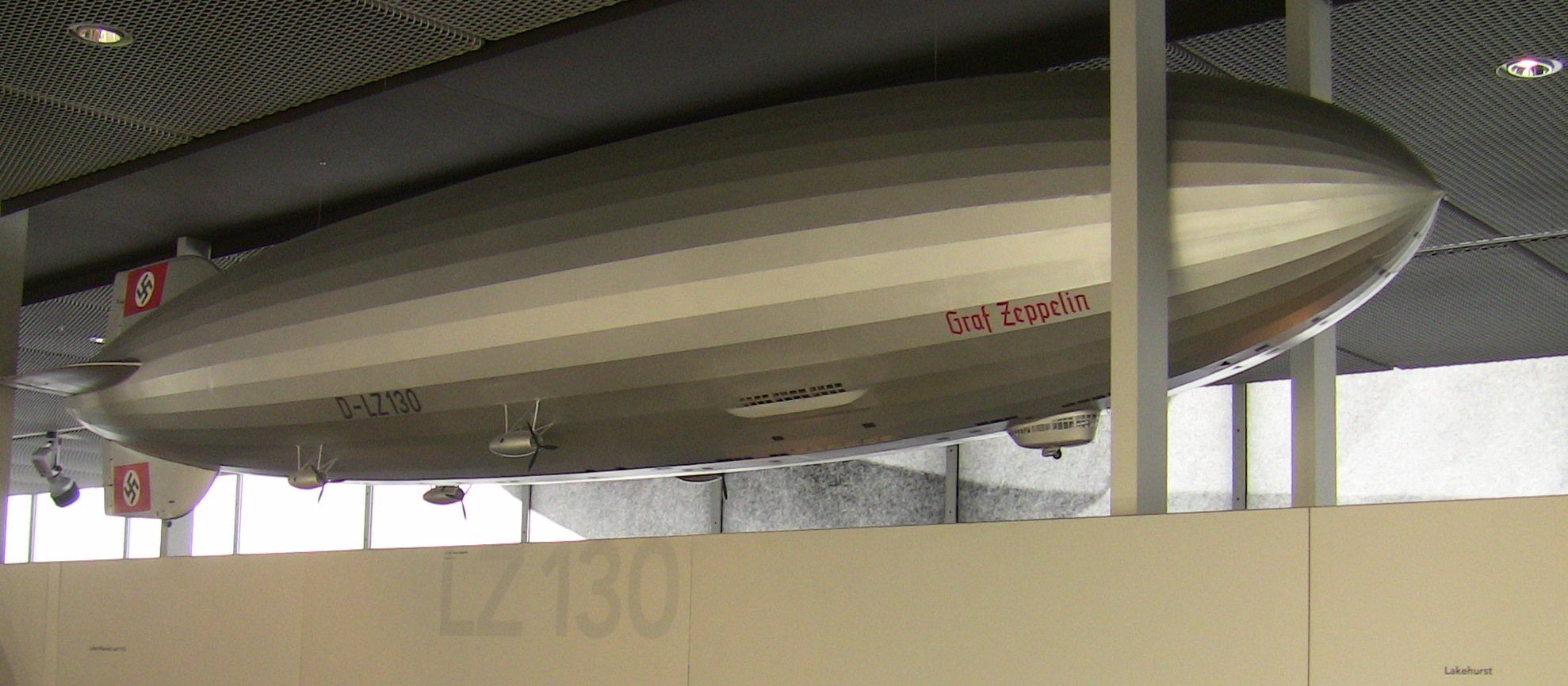
Reconstrucción del LZ 130 Graf Zeppelin II en el Museo Zeppelin de Friedrichshafen (Alemania)

El Graf Zeppelin II era virtualmente idéntico al Hindenburg, y fue originalmente diseñado para usar hidrógeno como gas de sustentación. Se concibió para reemplazar al antiguo LZ 127 Graf Zeppelin en la ruta transatlántica de América del Sur, mientras que el Hindenburg seguiría volando en la ruta de América del Norte. Tras el desastre del Hindenburg en mayo de 1937, el Dr. Hugo Eckener se comprometió a no volver a utilizar hidrógeno en un dirigible de pasajeros. Esto condujo a las modificaciones necesarias para que el Graf Zeppelin II pudiera inflarse con helio. La única fuente de helio en cantidades lo suficientemente grandes en ese momento estaba en los Estados Unidos, por lo que Eckener viajó a Washington D. C. para  intentar obtener helio para sus aeronaves. Visitó al propio Presidente Roosevelt, quien prometió suministrar helio, pero solo con fines pacíficos. Después de la anexión de Austria en marzo de 1938, el Secretario del Interior de EE. UU. Harold Ickes se negó a suministrar el helio previamente acordado, y el Graf Zeppelin II finalmente tuvo que ser rellenado con hidrógeno.
Aunque el LZ 130 tenía un diseño casi idéntico al LZ 129 Hindenburg, se introdujeron algunas mejoras menores. Las aletas caudales eran 60 cm más cortas y el número de costillas intermedias se redujo para ahorrar peso y reducir la tensión en el borde de salida de la aleta. Como el dirigible fue diseñado para rellenarse con hidrógeno, el mayor espacio disponible permitió instalar "cabinas de lujo" adicionales con ventanas en el lado de estribor, aumentando la capacidad hasta un total de 70 pasajeros (esta configuración se incorporó al Hindenburg durante el invierno de 1936-1937). La aleta inferior tenía una curva ascendente similar al diseño final del Hindenburg (después de que la aleta se dañara durante un vuelo de propaganda), dejendo más espacio libre con respecto al suelo. Para reducir aún más el peso, la forma de la viga y los remaches se cambiaron ligeramente. Las góndolas de los cuatro motores se diseñaron e instalaron inicialmente para tener la misma configuración de empuje que en el dirigible anterior. Pero después del desastre de Hindenburg, las góndolas de los motores y su ubicación se rediseñaron por completo, utilizando los mismos motores diésel DB-602 para accionar las hélices impulsoras. Estas nuevas góndolas eran un poco más grandes, con el fin de acomodar el nuevo sistema de recuperación de agua de escape, y estaban mejor aisladas que las del Hindenburg con el ruido producido por los motores notablemente reducido. En vuelos posteriores, la aeronave usó hélices de tres palas de paso variable en ambos motores traseros. Se realizaron pruebas con el motor de babor delantero cuando el fuselaje se acercaba a su finalización, pero solo el motor de babor de popa tenía una hélice de tres palas en su primer vuelo. A diferencia de las hélices de madera del Hindenburg, que tenían problemas con la absorción de humedad que causaba desequilibrio, estas hélices de tres palas estaban hechas de madera plastificada y las palas individuales se ensamblaban en un eje principal. Los motores presentaban un nuevo sistema de recuperación de agua de los gases de escape de los motores, recuperando el vapor de agua presente en los gases de escape y condensándolo para almacenarlo en unos depósitos situados a bordo de la aeronave, con el fin de compensar el peso del combustible perdido durante el vuelo de modo que no se necesitara eliminar parte del gas de sustentación.
Las 16 cámaras diseñadas para contener el gas se aligeraron y una de ellas estaba hecha de seda (más ligera) en lugar de algodón. En la proa, cerca del cono del morro, había solo dos ventanas, como en el diseño original del Hindenburg (en el que se instalaron más ventanas después de sus vuelos de prueba). La investigación alemana sobre el desastre del Hindenburg sugirió que la mala conductividad de la piel exterior del dirigible desempeñó un papel en la ignición del hidrógeno. Como resultado, los cables que conectaban los paneles se trataron con grafito para aumentar la conductividad eléctrica de la cubierta exterior. Otros rediseños incluyeron las campanas de ventilación de gas, las ventanas del habitáculo y el diseño de la rueda de aterrizaje.

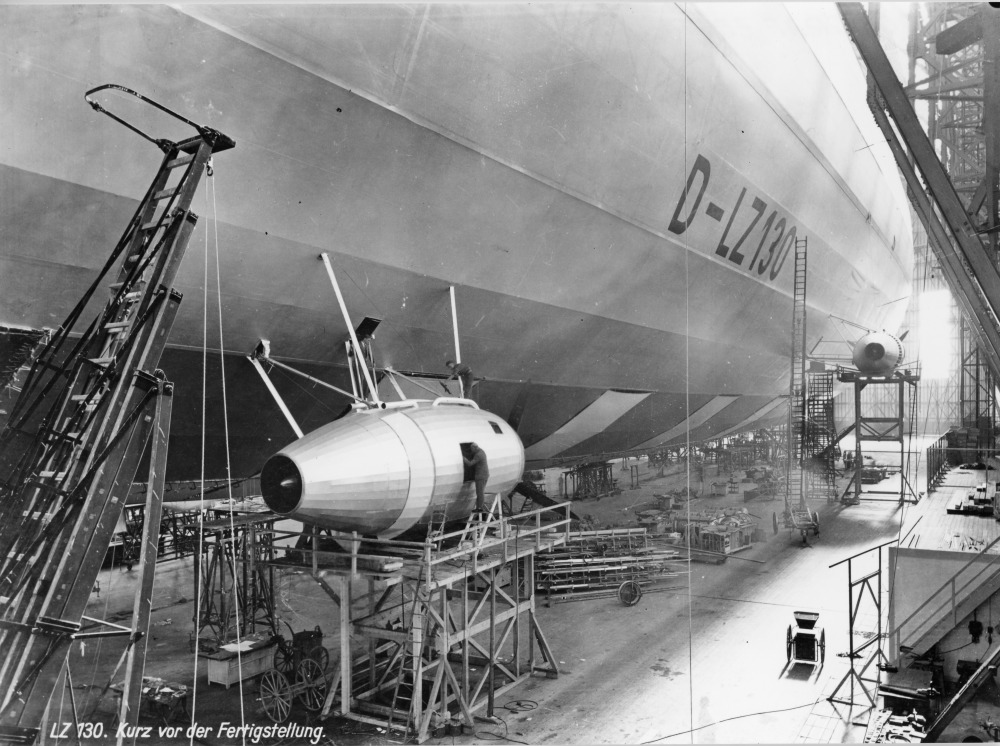
LZ 130 en construcción, con las góndolas de los motores durante su instalación

Las cubiertas de pasajeros del Graf Zeppelin II eran marcadamente diferentes de las del Hindenburg y habían sido completamente rediseñadas para acomodar a 40 pasajeros, en comparación con los 72 del Hindenburg. Visto desde el exterior, las ventanas del pasillo medían la mitad de un panel longitudinal inferior. Los veinte camarotes serían más espaciosos y tendrían mejor iluminación en comparación con los del Hindenburg; trece de ellos tenían ventanas, y cuatro de ellos eran cabinas de lujo en la cubierta "B" superior. En lugar de dos cubiertas de pasajeros, el Graf Zeppelin II tenía una y media, dividida en cuatro secciones. La cubierta "A" alojaba el comedor en la sección trasera central de los cuartos de los pasajeros, ligeramente elevados desde la cubierta "B" con las ventanas del pasillo superior, que contenían salones, sala para fumadores y camarotes de lujo. Dieciséis cabinas de pasajeros, así como la cocina y los baños de pasajeros se ubicaron en la Cubierta "C". La cubierta "D", en la parte trasera de la cubierta inferior, contenía el comedor de oficiales, el comedor de la tripulación y los baños, así como la sala de las instalaciones eléctricas.

### Cronología de la construcción
23 de junio de 1936: se colocó la quilla del dirigible y se sujetaron los anillos principales al techo del hangar. Aunque los primeros anillos se ensamblaron dentro del hangar, poco después se completó un cobertizo de ensamblaje de anillos separado, y los anillos se construyeron y transportaron desde el cobertizo al hangar utilizando pistas en el campo.
14 de febrero de 1937: se instaló el cono de morro. En el mismo mes, también se aplicó la tela sobre la estructura.
6 de mayo de 1937: el LZ 129 Hindenburg estalla en llamas y se estrella mientras aterrizaba en Lakehurst, Nueva Jersey, matando a 35 de las 97 personas a bordo y a un miembro del personal de tierra. Aunque estaba previsto que el LZ 130 se lanzara más adelante en el año con una ruta de vuelo de pasajeros a Río de Janeiro el 27 de octubre, el desastre detuvo este plan y provocó varios rediseños de la aeronave, por lo que su construcción se retrasó aún más.
Noviembre de 1937: el diseñador jefe Ludwig Dürr propone un rediseño de las góndolas de los motores a una configuración de tracción para disponer de una mayor eficiencia, ya que ambos lados de la góndola podían actuar como radiadores. Las pruebas en el túnel de viento en octubre mostraron una disminución significativa en el rendimiento de las hélices con los motores originales debido al sistema de recuperación de agua.
15 de agosto de 1938: Comenzaron a inflarse las celdas de gas.
20 de agosto de 1938: Se prueban los motores y las conexiones eléctricas.
22 de agosto de 1938: Se prueba el sistema de comunicación por radio.
14 de septiembre de 1938: Se bautizó la aeronave, que voló por primera vez. Solo estuvieron presentes los directivos de la compañía Zeppelin y el líder nazi Hermann Göring. Ningún otro representante del gobierno acudió a la ceremonia a felicitar a Eckener, y él mismo pronunció el discurso.
Aunque se colgó una pancarta con el nombre Graf Zeppelin 2 (con números arábigos) en la pared del cobertizo de construcción durante el montaje de la aeronave, el LZ 130 en sí nunca llevó un número adicional, ya que el número del Graf Zeppelin original (LZ 127) había sido retirado.
Cuando se completó el Graf Zeppelin II, era obvio que la aeronave nunca cumpliría su propósito previsto como transatlántico de pasajeros, y la falta de suministro de helio inerte fue una de las causas. El Ministerio del Aire del Reich permitió que el Graf Zeppelin volara "durante un año hasta el 1 de septiembre de 1939 sin transporte de pasajeros y fuera de las áreas tropicales". El Dr. Ernst Breuning, responsable del desarrollo de radio para el RLM, negoció con la empresa Zeppelin para que la aeronave se utilizara como laboratorio de vigilancia y mediciones de radio. Como resultado, los alojamientos para pasajeros se modificaron para contener equipos de radio e instrumentos de medición. Para ocultar estas actividades, la aeronave realizó apariciones públicas en espectáculos aéreos ("Flying Days") y entregaba el correo. Además del grupo de ingenieros de radio de Breuning (denominado el "Grupo R"), también había un equipo de físicos de la Estación de Pruebas Telegráficas  inalámbricas y aeroeléctricas de Graefelfing (DVG) dirigido por Max Dieckmann, cuya intención era estudiar las descargas eléctricas y su papel en el desastre del Hindenburg.

## Historia operativa

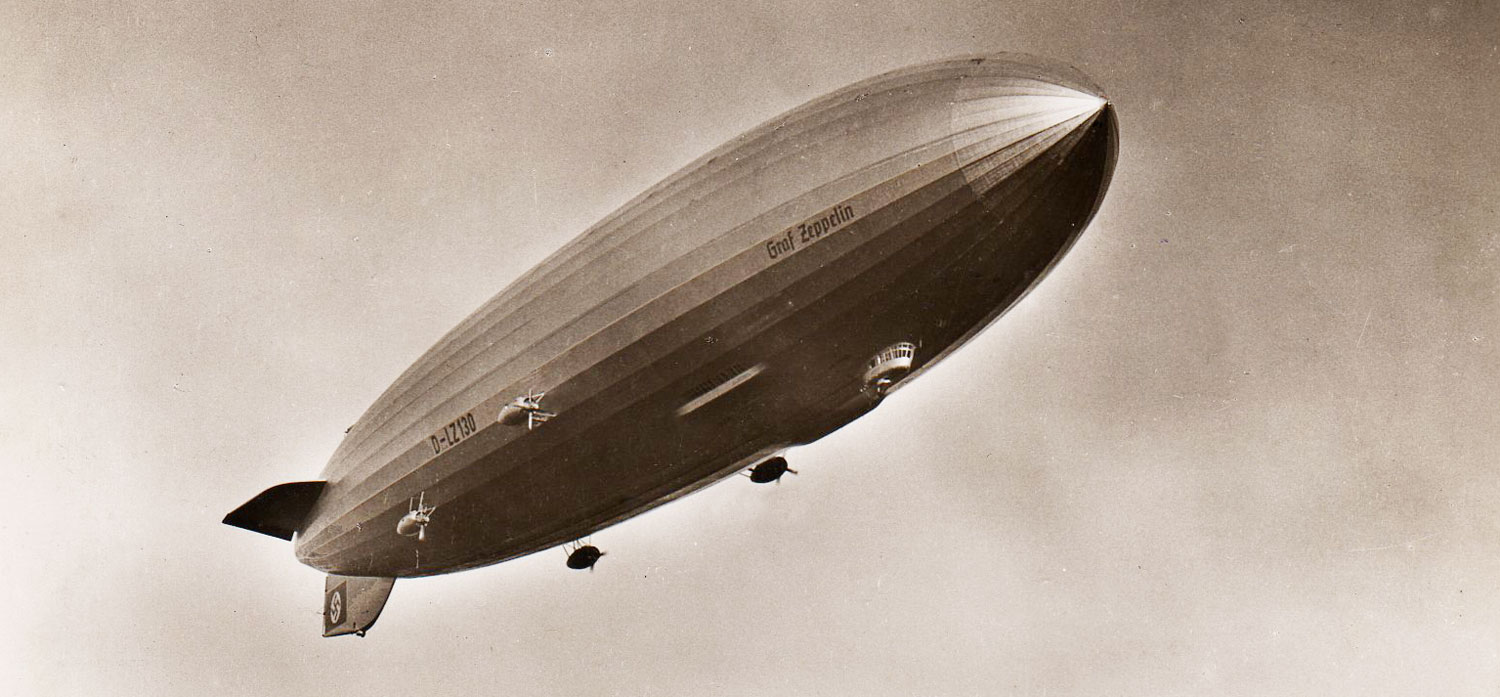
El Graf Zeppelin II en vuelo

En total, el Graf Zeppelin II realizó 30 vuelos:

### Vuelos Nos. 1 al 7
El primer vuelo se llevó a cabo el 14 de septiembre de 1938. Tuvo lugar inmediatamente después del bautizo del dirigible, bajo el mando de Hugo Eckener. La nave despegó desde Friedrichshafen a las 7:50 con 74 personas a bordo, principalmente del Ministerio del Aire, y directivos de la empresa Zeppelin a bordo. Además iban los constructores, técnicos e ingenieros de la aeronave. Los motores se pusieron en marcha sólo después de que la aeronave alcanzara una altura de aproximadamente 100 m. El Graf Zeppelin II voló a través de Múnich, Augsburgo y Ulm y volvió a Friedrichshafen a la 13:30 de la tarde, recorriendo un total de 925 km. Hugo Eckener describió el viaje como "satisfactorio" y "exitoso". 
El segundo vuelo se realizó entre el 17 y el 18 de septiembre del mismo año. Fue una prueba de 26 horas bajo el mando del Dr. Hugo Eckener y el capitán Hans von Schiller, con un total de 85 personas a bordo. Comenzó a las 8:08 p. m. el 17 de septiembre. La mañana se dedicó a sobrevolar el lago Constanza, realizando diferentes mediciones. Al mediodía, voló hacia el norte con dirección a Stuttgart a las 12:15 y Fráncfort del Meno a las 13:15, y luego hacia Eisenach y Eisleben. Hacia la noche la aeronave llegó a Berlín. Después de muchos recorridos cerrados a baja altura, el LZ 130 se dirigió a Hamburgo. En el estuario del mar de Wadden se realizaron más calibraciones y pruebas. Acontinuación siguió un curso directo desde Minden hacia Fráncfort, y luego hacia el lago de Constanza. Allí, la aeronave tuvo que sobrevolar Friedrichshafen, porque la pista de aterrizaje estaba cubierta por la niebla. A las 10:17, el LZ 130 aterrizó después de recorrer 2.388 kilómetros, y poco antes de las 11:00 volvió a entrar en el hangar de Löwenthaler. El siguiente vuelo también fue una prueba de distancia, cubriendo Múnich - Viena - Múnich (1215 km) el 22 de septiembre.
Tres días después, se realizó una prueba de altitud, superando los 2000 m y el 27 de septiembre hubo una nueva prueba para probar el equipo de radio y otros dispositivos. El sexto viaje se efectuó al día siguiente. Con esta prueba se trataba de investigar si las cargas electrostáticas habían sido la causa del desastre del Hindenburg, y por lo tanto el interés se centraba en hacerlo volar durante tormentas eléctricas, pues en mejores condiciones climáticas no se obtendrían resultados útiles. La nave voló con las celdas de gas por debajo del límite de expansión para evitar la sobrepresión en las válvulas y la liberación de hidrógeno. El viaje duró casi 26 horas, cubriendo 2500 km. El sistema de recuperación de agua de lastre cumplió las expectativas de los ingenieros al producir cerca de nueve toneladas de agua.
El 31 de octubre de 1938 despegó en torno a las 14:15 bajo el mando del capitán Sammt, en la última inspección de vuelo y a la vez el vuelo de traslado al aeropuerto de Fráncfort del Meno. Aterrizó después de casi 25 horas, cubriendo más de 2100 km en torno a las 15:10. La aeronave y la tripulación fueron recibidos por el gauleiter Sprenger, probablemente Jakob Sprenger, quien en ese momento era el jefe de zona de Hesse. 
El 14 de noviembre de ese año, el LZ 130 recibió el Luftschiff-Zulassungsschein (documento de matrícula de aeronave). Por lo tanto, estaba certificado para el tráfico aéreo e inscrito en el registro de aeronaves alemán, pero con la restricción de no transportar pasajeros.

### Vuelo 8 -Sudetenlandfahrt
El vuelo nº 8 es conocido como “Sudetenlandfahrt” o Sudetenduetsch Freiheitsfahrt 1938 (Viaje de Sudetes). Se hizo a instancias del Ministerio del Reich para la Ilustración Pública y Propaganda. Después que la votación popular dio lugar a una gran mayoría de Hitler y el NSDAP se utilizaron muchos canales para propaganda, incluyendo un vuelo del Graf Zeppelin II sobre las regiones liberadas. A bordo había 62 tripulantes y 7 pasajeros, entre ellos oficiales militares.   
El lanzamiento se produjo el 2 de diciembre de 1938 poco después de las 10,00 h. Sobre Reichenberg (actualmente Liberec), capital de Sudetes, sobre el cual flotaba el LZ 130, exactamente durante la visita de Hitler, fueron expulsados pequeños paracaídas con esvásticas y volantes con el texto "SÍ para el Führer". Los altavoces del LZ 130 tocaban música y la propaganda nacionalsocialista para las próximas elecciones del 4 de diciembre. Después, el Graf Zeppelin II voló a la pista de aterrizaje y lanzó en Reichenberg 663 kilogramos de correos de recuerdos postales (como la mostrada en la imagen). Al empeorar el tiempo se dificultó el vuelo, por lo que después de un tiempo se decidió dar marcha atrás. Después de que dejó los Sudetes, entró en nubes bajas y nieve. Comenzó a congelarse. Más tarde, las hélices soplaron fragmentos de hielo rotas por sobre exterior de la nave. Sin embargo, la tripulación inmediatamente reparó el daño. A las 17:46 el LZ 130 aterrizó sin problema con ráfagas de viento y fue llevado a su hangar.

### Vuelos Nºs 9 a 30
Los siguientes vuelos fueron esporádicos y sirvieron en parte para realizar más ajustes y medidas, realizándose el 13 de enero, el 13 de abril y el 15 de junio de 1939, con un recorrido total de 6000 km. Los vuelos 12, 13 y 14 se realizaron en julio de ese año, aterrizando en Meiningen, Leipzig y el Mar del Norte para entregar correspondencia. En agosto, se realizaron vuelos a Görlitz, (Bielefeld-Münster y Kassel, respectivamente.
El vuelo 24 fue conocido como Spionagefahrt ("viaje de espionaje"). Se realizó del 2 al 4 de agosto de 1939, durante más de 48 horas y cubriendo 4203 km. Fue el viaje más largo del LZ 130. El objetivo principal era reunir en secreto información sobre el Chain Home, el sistema de radar que se extendía por toda la costa de Gran Bretaña. Para ello, el dirigible voló hacia el norte, cerca de la costa este británica hasta las Islas Shetland y regresó. A bordo había 45 tripulantes y 28 técnicos de medición. Despegó el 2 de agosto de 1939 en torno a 20:53, y sobrevoló Hildesheim a las 23:38, siendo visto por muy pocas personas.
Voló lentamente, deteniendo los motores en Aberdeen (simulando que había una falla en el motor) con el fin de investigar las extrañas torres de antena. Como un globo sin motor deriva hacia el oeste sobre la tierra y por primera vez avistaron y fotografiaron el nuevo Supermarine Spitfire, un caza monoplaza que volaba circunvolando a la aeronave.
En la noche del 4 de agosto, cuando se acercaban a Fráncfort a su regreso de este viaje se les advirtió en la radio de onda larga que el aterrizaje no era posible. Sospecharon primero que se trataba de un accidente de avión en el sitio, pero en el sobrevuelo no vieron nada fuera de lugar. La aeronave dio media vuelta y voló hacia el Rhön y al preguntar, se les informó que "aterrizar antes del anochecer no es posible". Decidieron regresar a Fráncfort y hablar directamente con el equipo de aterrizaje con el transmisor de muy alta frecuencia (UKW), para que los franceses no escuchasen y para que pudieran usar Suabo para hablar con Beurle, el líder del equipo de aterrizaje.
Beurle les informó que no debían aterrizar, dado que los ingleses habían presentado una protesta diplomática por sus acciones. Por otra parte, una delegación inglesa estaba en el campo de aviación, con el acuerdo del gobierno alemán, para inspeccionar la aeronave. Estaban bajo sospecha. Beurle les dijo que esperen mientras pensaban en algo.
En breve, el LZ 130 recibió el consejo: Ocultar todos los instrumentos de medición en la nave, no aterrizar en el lugar de destino habitual donde un equipo de aterrizaje está a la espera, sino en el otro bien iluminado, donde el "verdadero" equipo de aterrizaje está esperando y se dará a conocer con las señales de luz. Después de aterrizar dejen salir a la gente de Breuning y dejen una Sturmabteilung (un grupo paramilitar nazi) con una tripulación simulada.
Así, los ingleses estaban esperando en el lugar del falso aterrizaje, y se les dijo que por razones meteorológicas la aeronave tuvo que aterrizar en otra parte del campo de aviación. Para cuando los ingleses cruzaron la pista de aterrizaje de la aeronave, la "verdadera" tripulación estaba en un autobús camino a su hotel. Los ingleses no encontraron nada sospechoso, ni en la aeronave ni en la falsa tripulación.
El Dr. Breuning explicó que los resultados del viaje fueron negativos, y no porque el radar británico estaba apagado, como Churchill escribió en sus memorias. El general alemán Martini utilizó un potente transmisor de ondas de radio de banda ancha para la determinación del "radio-clima". Estos impulsos perturbaron severamente los receptores de alta sensibilidad en la Banda de 10m y de 12 m . El Dr. Ernst Breuning escribió que en repetidas ocasiones pidió a Martini dejar de transmitir durante los viajes de espionaje, pero fue en vano. Esto hizo imposible que el LZ 130 investigara las bandas de frecuencia que los británicos estaban usando.
Los últimos viajes, también en agosto de 1939 fueron sobrevolando Würzburg y Cheb. El último viaje, llamado viaje Essen/Mülheim, ocurrió el 20 de agosto de 1939. La partida y el destino fue Fráncfort con dos paradas intermedias en los aeropuertos de Essen/Mülheim, comandado por Albert Sammt. Este viaje (aterrizando a las 21:38) representó el fin de la era de las grandes aeronaves de transporte.

## Desguace

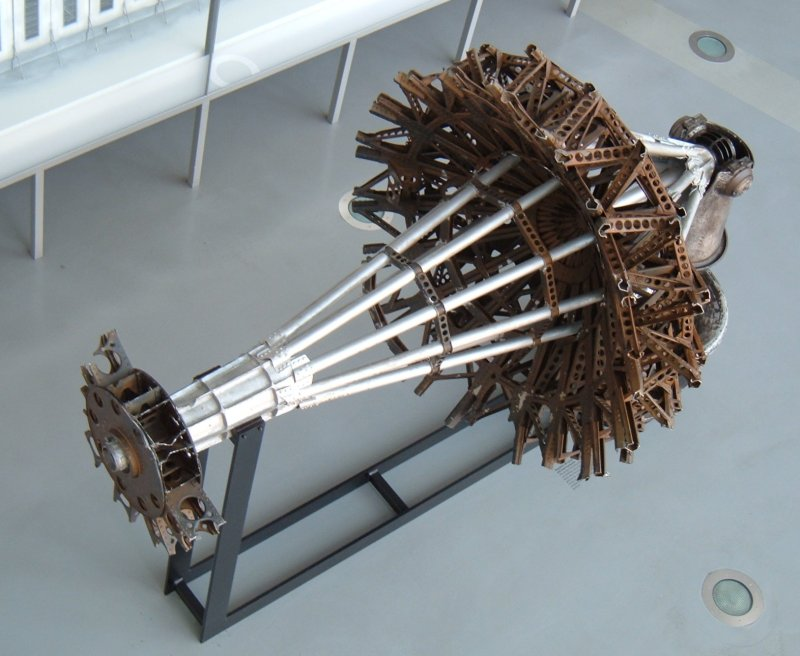
Punta de proa del Graf Zeppelin II, exhibida en el Museo Zeppelin de Friedrichshafen

En abril de 1940, Hermann Göring dio la orden de desguazar tanto el Graf Zeppelin II como el bastidor inacabado del LZ 131, porque el metal se necesitaba para otras aeronaves. El 27 de abril, los equipos de trabajo habían terminado de cortar las aeronaves. El 6 de mayo, los hangares de los enormes dirigibles en Fráncfort del Meno fueron destruidos con explosivos, tres años después de la catástrofe del Hindenburg.